# معاهدة ميسيسينوا
معاهدة ميسيسينواس أو معاهدة ميسيسينوا أيضا تسمى معاهدة واباش هي معاهدة تمت في عام 1826 بين الولايات المتحدة وقبيلة ميامي وقبائل بوتاواتومي فيما يتعلق بشراء الأراضي الهندية في ولاية إنديانا وميتشيغان. وقع التوقيع عند مصب نهر ميسسينيوا  Mississinewa River على واباش، ومن هنا جاء الاسم.

## شروط المعاهدة
بعد مفاوضات مع قبيلة بوتاواتومي  لبناء طريق ميشيغان عبر انديانا بواسطة جيمس بي راي وويس كاس نيابة عن الرئيس جون كوينسي آدمز ، تفاوض كاس مع بعض من المعاهدات لشراء الأراضي في ولاية إنديانا وميتشيغان ، والتي تسمى مجتمعة معاهدة ميسيسينوا.
وبموجب الاتفاقية ، وافقت قيادة ميامي على التنازل للولايات المتحدة عن معظم أراضي التحفظ في ميامي التي عقدت في ولاية إنديانا بموجب معاهدات سابقة. في تعويض، أعطيت عائلات الرئيس ريتشاردفيل وبعض الشخصيات البارزة الأخرى في ميامي العقارات في ولاية إنديانا ، مع منازل مثل بيت ريتشاردفيل والماشية على نفقة الحكومة. وافقت الحكومة الفيدرالية على شراء بعض العقارات الممنوحة من قبل معاهدة سانت ماري السابقة.